# Steinkreuz (Hemmingen)

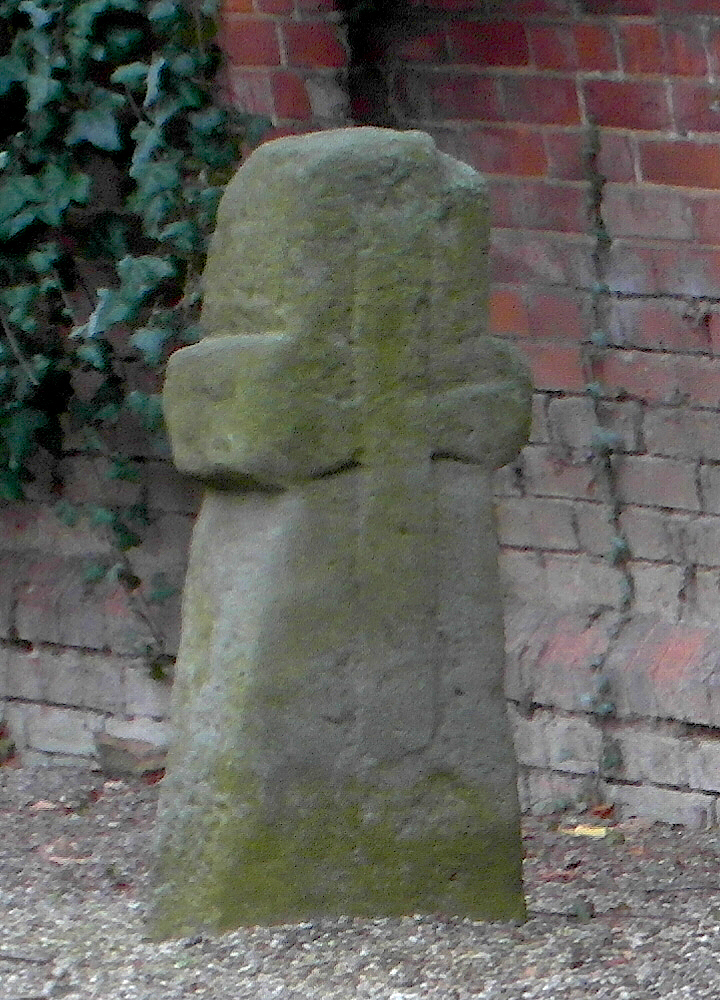
Das Steinkreuz hinter der Kapelle Hemmingen

Das Steinkreuz ist ein denkmalgeschütztes Steinkreuz im Ortsteil Alt-Hemmingen der Stadt Hemmingen in der Region Hannover in Niedersachsen.

## Geschichte
Die ursprüngliche Herkunft und Bedeutung des Hemminger Steinkreuzes sind unbekannt.
Es steht seit längerer Zeit bei der Kapelle Hemmingen, wurde jedoch auf dem Kapellengrundstück mehrmals neu platziert:
Vor dem Zweiten Weltkrieg stand das Steinkreuz als Prellstein an der Südostecke der Kapelle Hemmingen.
Ein wohl in den frühen 1980er Jahren aufgenommenes Foto zeigt ein Steinkreuz an der Nordwestecke der Kapelle.
Anfang des 21. Jahrhunderts stand das Steinkreuz an der Westfront der Kapelle, wie Fotos zeigen, zwischen der Eingangstür und der Südwestecke.
Spätestens seit 2014 stehen das Steinkreuz und der sogenannte Ritterstein östlich der Kapelle auf einer schmalen Teilfläche des Grundstücks.
Als eines der wenigen in der Region erhaltenen Steinkreuze steht das Hemminger Steinkreuz unter Denkmalschutz.
In der Stadt Hemmingen sind insgesamt acht Kreuzsteine oder Steinkreuze bekannt. Außer den beiden in Alt-Hemmingen gibt es den Siebmacherstein in Harkenbleck und die 5 Steine in Hiddestorf.

## Beschreibung
Das aus Sandstein gefertigte Steinkreuz ist etwa 113 cm hoch, 40 cm breit und 29 cm dick.
Das stelenartig wirkende Steinkreuz hat einen unten keilförmig leicht verbreiterten Schaft. Die Kreuzarme sind ungewöhnlich kurz.
Auf der abgetretenen Vorderseite ist ein 65 cm hohes lateinisches Balkenkreuz zu erkennen. Die rundlichen Enden seiner Arme gehen in die Kreuzarme über.
Auf einer Schmalseite des Schaftes sind die eingeschlagenen Buchstaben HE Mi und die Jahreszahl 171[4?] zu erkennen.